# Électricité de Mayotte
Électricité de Mayotte (EDM) est une société d'économie mixte créée le 13 mai 1997 qui a la concession du service public de production, distribution et commercialisation de l’électricité sur le territoire de Mayotte.

## Histoire
En 1977 arrive à Mayotte Charles Pouchot, responsable d’Electricité des Comores, qui a décidé de quitter ce pays. Muni d'un groupe électrogène, il l’installe derrière la préfecture à Dzaoudzi. C’est la première véritable centrale électrique de Mayotte. Elle alimente les premiers clients. Avec l'augmentation des besoins, dû notamment au développement de Mamoudzou, d'autres moyens sont nécessaires, et la centrale de Kawéni entre en service en 1978, suivi de Foungoujou.
Electricité de Mayotte (EDM) devient alors un service de la collectivité départementale. Ce service est dirigé par Charles Pouchot jusqu’à sa retraite en 1985. Dans les années 1980, cette entreprise commence également à mettre en place des installations solaires, dans les villages. Fin 1986, il y a plus de 2 000 clients, et la demande progresse de 20% par an. Les centrales de Kawéni et de Foungoujou ne peuvent plus être agrandies. En décembre 1987, la centrale des Badamiers démarre son activité, et une liaison sous-marine entre Petite Terre et Grande Terre est mise en place en 1988[réf. souhaitée].
En octobre 1993, tous les villages sont alimentés et le 10 000ème compteur est installé.
En 1997, EDM devient une entreprise à part entière. C'est le seul fournisseur d'électricité sur l'île. Cette entreprise a un statut de société anonyme d’économie mixte. Elle est détenue par le conseil général de Mayotte à 50,01%, puis par Électricité de France et Quaero Capital qui détiennent 24,99% du capital chacun, le dernier actionnaire étant l'État. EDM est entrée aux Industries Électriques et Gazières (IEG) le 1er janvier 2011.
Les besoins augmentent de plus en plus. Les moyens de production restent fragiles face à cette augmentation des besoins. Badamiers 2 est lancé en 1999. Mais pour autant, en 2004 par exemple, Mayotte connaît encore quelques coupures générales. En 2004 par exemple, elle en a connu cinq au total dans l'année.En 2009, une centrale supplémentaire, la centrale de Longoni est mise en service.

## Données financières
Le capital social de l'entreprise se décompose comme suit :
- 50,01% pour le Conseil Général de Mayotte,
- 24,99% pour EDEV (Groupe EDF),
- 24,99% pour Quaero Capital,
- 0,01% pour l’État.

En 2015, le chiffre d'affaires de EDM était de 32 millions d'euros.

## Activités
EDM exerce la mission de service public de production, distribution et commercialisation de l’électricité sur l'île de Mayotte. Ses activités entrent entièrement dans le domaine régulé par la Commission de régulation de l'énergie (CRE). La Direction Générale ainsi que l’ensemble des postes de responsables des pôles opérationnels sont assurés par des agents du Groupe EDF. La gouvernance est assurée par l'État, l'ADEME, et EDM.